# قره‌کول (جماعت)
قره‌کول جماعت و شهرکی در جنوب شرقی کشور تاجیکستان است که در ناحیهٔ مرغاب ولایت مختار کوهستان بدخشان قرار دارد. جمعیت این جماعت ۳،۵۳۲ است.